# Црква Рођења Пресвете Богородице у Винској
Црква Рођења Пресвете Богородице у Винској, насељеном месту на територији општине Брод, припада Епархији зворничко-тузланској Српске православне цркве.
По народном предању, на гробљу у Винској, налазила се црква која је служила као парохијски храм све до 1936. године, када је саграђена данашња црква.

## Историјат
Црква посвећена Рођењу Пресвете Богородице је у основи димензија 15,2x8,8m. Градња је почела 1929. године, а у јесен исте године темеље је освештао епископ бањалучки Василије Поповић. Пројекат је урађен и издат у Београду 1929. године, чије је део пројектне документације сачуван. Градња је завршена 1936. године, када је храм освештао епископ зворничко-тузлански Нектарије Круљ, а кумовао је трговац Косто Пантић из Мале Бруснице.
Старе парохијске матичне књиге запаљене су у рату 1992. године, а нове се воде од 1993. године.

## Разарања и обнове
У Другом светском рату оскрнавила немачка војска, када је био претворен у војни магацин. Након рата храм је обновљен 1948. године.
Током Одбрамбено-отаџбинског рата храм је 1992. године запаљен и оштећен од регуларне војске Републике Хрватске. Делимично је обновљен 1993. године. Од 2008. до 2016. године храм је генерално обновљен. Иконостас од липовог дрвета израђен је у предузећу „Станил МД”, а иконе је живописала Нина Јанковић из Модриче.
Обновљени храм освештао је надлежни Епископ Хризостом 6. новембра 2016. године.